# بيتر واج
بيتر وايج (29 يونيو 1833 – 13 يناير 1900) كيميائي نرويجي وأستاذ للكيمياء في جامعة كريستيانيا. شارك في اكتشاف وتطوير قانون فاعلية الكتلة بين عامي 1864 و 1879 جنبًا إلى جنب مع صهره كاتو ماكسيميليان غولدبرغ.  

## حياته
نشأ بيتر في جزيرة هيدرا في فست أغدر بالنرويج. كان ابن بيدر بيدرسن واج (1796-1872) وريجين لوفيز واثني (1802-1872). التحق بمدرسة كاتدرائية بيرغن ودرس الكيمياء وعلم المعادن في جامعة كريستيانيا (تسمى اليوم جامعة أوسلو) تحت إشراف أدولف ستريكير. في عام 1858 حصل على الميدالية الذهبية لولي العهد لعمله على تطوير نظرية الجذور الحمضية المحتوية على الأكسجين. سافر بعد ذلك إلى فرنسا وألمانيا حيث درس لمدة عامين بما في ذلك الوقت الذي أمضاه في هايدلبرغ تحت إشراف روبرت بنسن. 
في عام 1861 عين واج أستاذًا مشاركًا وفي عام 1866 عين أستاذًا للكيمياء في جامعة كريستيانيا. بقي أستاذا في الجامعة لأكثر من 30 عاما. كما كان رئيسًا لجمعية البوليتكنيك النرويجية من 1868 إلى 1869 وأول رئيس للفرع النرويجي لجمعية الشبان المسيحيين عندما تأسست عام 1880. 